# Bice Valori
Maria Beatrice Valori, detta Bice (Roma, 13 maggio 1927 – Roma, 17 marzo 1980), è stata un'attrice, comica e conduttrice televisiva italiana.

## Biografia

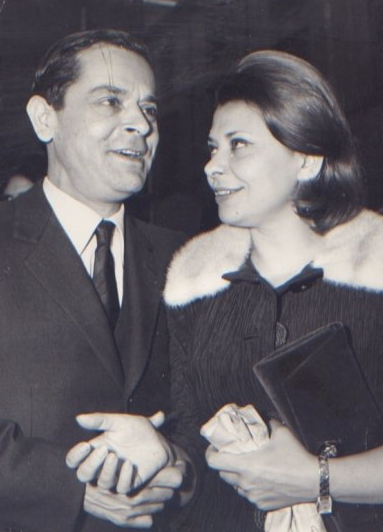
Bice Valori con il fratello Michele Valori (1973)

Appartenente a una famiglia colta di origine fiorentina, era ultima di cinque figli del giornalista e scrittore Aldo Valori e della scrittrice per bambini Etre Maria Rontini. Conseguì la maturità classica nel 1944 al liceo Visconti di Roma per poi iscriversi alla facoltà di Lettere presso l'Università "La Sapienza", ma con scarsi risultati. Vinte le resistenze familiari, si iscrisse quindi all'Accademia nazionale d'arte drammatica dove si diplomò nel 1948. In Accademia la giovanissima attrice conobbe Paolo Panelli, di due anni più anziano e con il quale avrebbe poi instaurato un lungo e proficuo sodalizio sia artistico che affettivo. Dal loro matrimonio, celebrato nel 1952, nacque Daniele, morto in tenera età, e nel 1957 Alessandra Panelli, divenuta anch'essa attrice, oltreché regista e docente.
Dotata di un'istintiva verve, di una personalità spumeggiante e di uno spiccato senso umoristico, caratteristiche sfruttate nel tempo soprattutto in teatro e in televisione, Bice Valori fu impegnata dapprima nella radio: tra il 1949 e il 1951 fece parte del cast della celebre rivista radiofonica La Bisarca di Garinei e Giovannini, come componente della Compagnia del teatro comico musicale di Roma, successivamente anche nella compagnia di Prosa, sempre di Roma. Nel 1950 è Maria in La dodicesima notte di William Shakespeare, per la regia di Orazio Costa, con Giorgio De Lullo, Renzo Giovampietro, Mario Gallina, Camillo Pilotto, Paolo Panelli, Salvo Randone, Gualtiero Isnenghi, Francesco Mulè, Nino Manfredi, Gianrico Tedeschi, Rossella Falk ed Anna Proclemer, al Castello di San Giusto per il Teatro Verdi di Trieste.

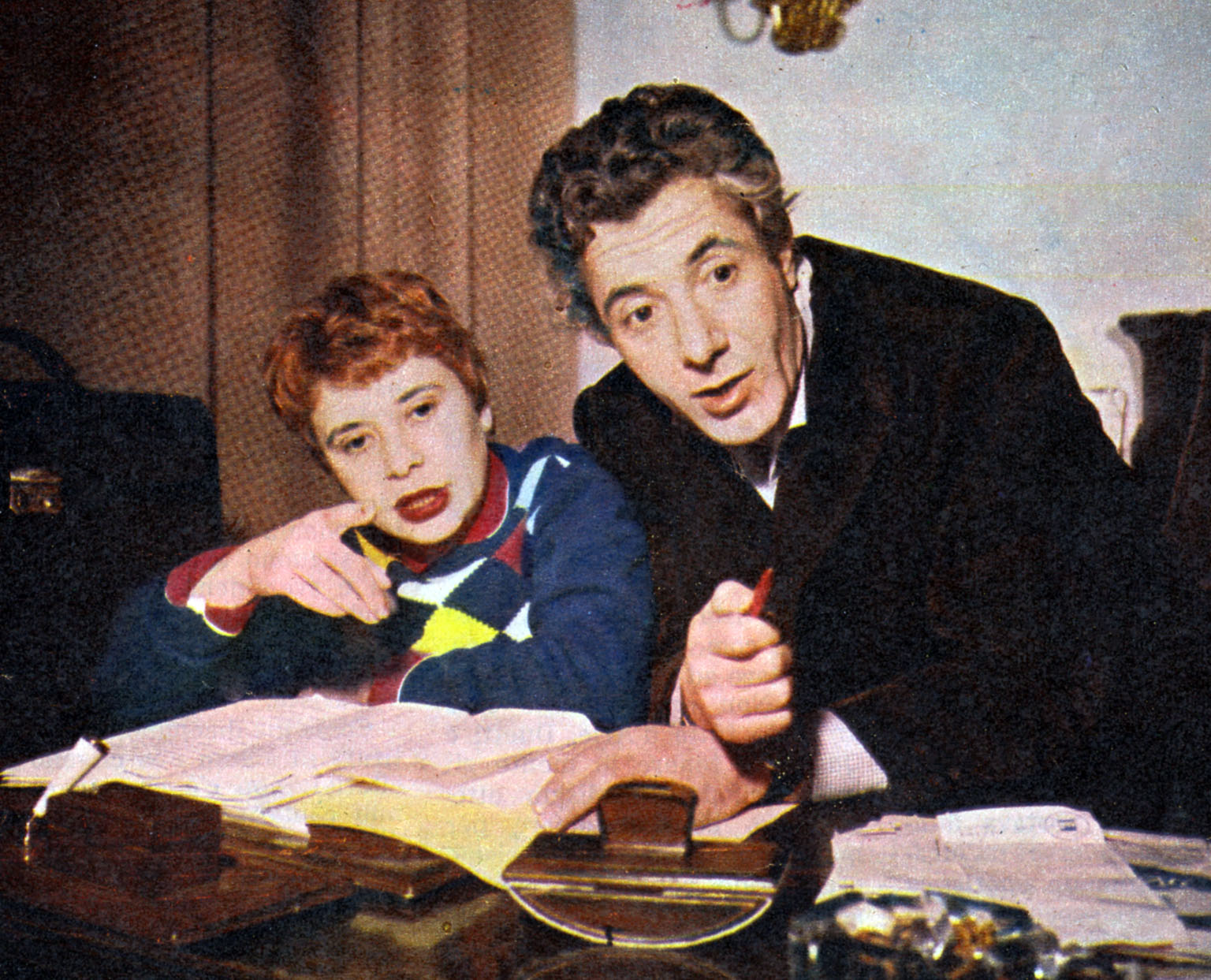
Bice Valori e Gianrico Tedeschi nel 1957

A partire dai primi anni cinquanta, l'attrice cominciò a lavorare con successo nel teatro di rivista. Tra i numerosi spettacoli si ricordano Controcorrente (1953), Senza rete (1954) e Oh quante belle figlie madama Doré (1955), quest'ultimo insieme al caro amico Walter Chiari. Il vero successo arrivò però grazie alla televisione e con la partecipazione anche a diversi sceneggiati. Sia da sola che insieme al marito Paolo Panelli, Bice Valori fu protagonista di numerosi lavori televisivi e radiofonici, quasi sempre di genere brillante.
Nel 1964 prese parte alla celeberrima miniserie Rai Il giornalino di Gian Burrasca, sceneggiata e diretta da Lina Wertmüller, ove interpretò la tirannica direttrice del collegio in cui viene mandato il protagonista, interpretato da Rita Pavone. L'attrice, pesantemente truccata, impersonava una donna di bassissima statura, e dovette perciò recitare sempre in ginocchio. Fu una brillante ed ironica intrattenitrice in famosi varietà anche negli anni seguenti, come Doppia coppia (1969-1970), in cui si segnalava soprattutto per l'esilarante siparietto del personaggio della centralinista spoletina della Rai, rimasto ancora nella memoria del pubblico, Speciale per noi (1971), insieme a Paolo Panelli, Aldo Fabrizi e Ave Ninchi, e, dopo un'assenza di qualche anno per vari impegni teatrali, Ma che sera (1978), condotto da Raffaella Carrà. L'ultima apparizione televisiva risale al 12 gennaio 1980 sempre in coppia con Paolo Panelli, nella prima puntata di Giochiamo al varieté, nello sketch più volte replicato del tassista e della cliente.

Bice Valori (a destra) nel 1979, assieme al marito Paolo Panelli e al resto del cast della commedia Accendiamo la lampada

Notevoli e acclamate le sue partecipazioni alle commedie musicali firmate ancora da Garinei e Giovannini, tra cui Rugantino (1962), con Nino Manfredi e Aldo Fabrizi (grandissimo successo, rappresentato anche in America), e le due fortunate produzioni, cui prese parte anche il marito Paolo Panelli, Aggiungi un posto a tavola (1975) e Accendiamo la lampada (1979). Nel 1978 venne nuovamente inserita nel cast di Rugantino, interpretato stavolta da Enrico Montesano, con il medesimo ruolo della sorella Eusebia.
Tante le sue partecipazioni anche al cinema sin dal 1950, tra cui si segnalano in particolare quelle ai film, entrambi di grande successo, La bisbetica domata (1967) di Franco Zeffirelli, ove impersonava una vedova, e soprattutto Il medico della mutua (1968) di Luigi Zampa, ove la Valori interpreta con intelligenza e sottile ironia il ruolo di Amelia Bui, moglie non più giovanissima e insoddisfatta di un medico primario moribondo, e nella quale in varie scene riesce a tenere saldamente testa anche al protagonista Alberto Sordi, notoriamente poco incline a lasciare spazio ad altri attori nei propri film. Riapparve in un film di soggetto "ospedaliero" e con il ruolo di un medico in Gli infermieri della mutua (1969) di Giuseppe Orlandini. Sempre molto amata dal pubblico e rispettata dalla critica, Bice Valori è morta nel 1980, cinque mesi dopo il fratello Michele e a soli 52 anni di età, per le conseguenze di un tumore. Le sue spoglie riposano al cimitero Flaminio a Roma.

## Filmografia

### Cinema
- È più facile che un cammello..., regia di Luigi Zampa (1950)
- Sette ore di guai, regia di Metz e Marchesi (1951)
- Il padrone del vapore, regia di Mario Mattoli (1951)
- Anema e core, regia di Mario Mattoli (1951)
- Accidenti alle tasse!!, regia di Mario Mattoli (1951)
- Totò terzo uomo, regia di Mario Mattoli (1951)
- Inganno, regia di Guido Brignone (1952)
- Siamo tutti inquilini, regia di Mario Mattoli (1953)
- La domenica della buona gente, regia di Anton Giulio Majano (1953)
- I tre ladri, regia di Lionello De Felice (1954)
- Il matrimonio, regia di Antonio Petrucci (1954)
- Papà Pacifico, regia di Guido Brignone (1954)
- La moglie è uguale per tutti, regia di Giorgio Simonelli (1955)
- La bella di Roma, regia di Luigi Comencini (1955)
- Bravissimo, regia di Luigi Filippo D'Amico (1955)
- La zia d'America va a sciare, regia di Roberto Bianchi Montero (1957)
- Il momento più bello, regia di Luciano Emmer (1957)
- Susanna tutta panna, regia di Steno (1957)
- Femmine tre volte, regia di Steno (1957)
- Mia nonna poliziotto, regia di Steno (1958)
- Guardia, ladro e cameriera, regia di Steno (1958)
- Caporale di giornata, regia di Carlo Ludovico Bragaglia (1958)
- Le dritte, regia di Mario Amendola (1958)
- Guardatele ma non toccatele, regia di Mario Mattoli (1959)
- Psicanalista per signora, regia di Jean Boyer (1959)
- Noi duri, regia di Camillo Mastrocinque (1960)
- Le signore, regia di Turi Vasile (1960)
- Caccia al marito, regia di Marino Girolami (1960)
- Ferragosto in bikini, regia di Marino Girolami (1960)
- Scandali al mare, regia di Marino Girolami (1961)
- 5 marines per 100 ragazze, regia di Mario Mattoli (1961)
- Mariti a congresso, regia di Luigi Filippo D'Amico (1961)
- Maciste contro Ercole nella valle dei guai, regia di Mario Mattoli (1961)
- Adultero lui, adultera lei, regia di Raffaello Matarazzo (1963)
- Le motorizzate, regia di Marino Girolami (1963)
- Oltraggio al pudore, regia di Silvio Amadio (1964)
- 7-9-18 da Parigi un cadavere per Rocky, non accreditata, regia di Georges Lautner (1964)
- Amori pericolosi, episodio "La domestica", regia di Alfredo Giannetti (1964)
- Le sedicenni, regia di Luigi Petrini (1965)
- Rita la zanzara, regia di Lina Wertmüller (1966)
- Non stuzzicate la zanzara, regia di Lina Wertmüller (1967)
- La bisbetica domata, regia di Franco Zeffirelli (1967)
- Il medico della mutua, regia di Luigi Zampa (1968)
- Lisa dagli occhi blu, regia di Bruno Corbucci (1969)
- Il suo nome è Donna Rosa, regia di Ettore Maria Fizzarotti (1969)
- Gli infermieri della mutua, regia di Giuseppe Orlandini (1969)
- Mezzanotte d'amore, regia di Ettore Maria Fizzarotti (1970)

### Televisione
- Catene, regia di Anton Giulio Majano (1955)
- La pace coniugale, regia di Luciano Mondolfo (1956)
- Il pittore esigente, regia di Luciano Mondolfo (1957)
- Il delitto della Rue de Lourcine, regia di Antonello Falqui e Luciano Mondolfo (1957)
- Biblioteca di Studio Uno, episodio Il conte di Montecristo (1964)
- Il giornalino di Gian Burrasca, regia di Lina Wertmüller (1964)
- L'eredità, di Henry G. Harris, regia di Carlo Di Stefano (1967)
- L'Alba, il giorno e la notte, regia di Luciano Mondolfo (1968)
- La vedova allegra, regia di Antonello Falqui (1968)
- La famiglia Benvenuti, episodio del 18 dicembre 1969.
- Giovanni ed Elviruccia, regia di Paolo Panelli (1970)
- Le donne balorde (1970)
- Mai di sabato signora Lisistrata (Programma Nazionale, 1971)
- La granduchessa e i camerieri, regia di Gino Landi (1977)
- Rugantino, regia di Gino Landi (1978) - ripresa televisiva
- Aggiungi un posto a tavola, regia di Gino Landi (1978) - ripresa televisiva

## Teatro
- Don Giovanni o Il convitato di pietra di Molière, regia di Orazio Costa, con Nino Manfredi, Tino Buazzelli e Paolo Panelli, 4 febbraio 1949.
- Invito al Castello di Jean Anouilh, regia di Orazio Costa, 28 gennaio 1950.
- La leggenda di Liliom di Ferenc Molnár, regia di Orazio Costa, con Nino Manfredi, Tino Buazzelli e Paolo Panelli, 6 giugno 1950.
- La dodicesima notte di Shakespeare, regia di Orazio Costa, con Nino Manfredi, Anna Proclemer, Paolo Panelli, Teatro Verdi di Trieste, 29 luglio 1950.
- Le case del vedovo di George Bernard Shaw, regia di Orazio Costa, con Nino Manfredi e Tino Buazzelli, 12 gennaio 1951.
- Il Ventaglio di Carlo Goldoni, regia di Alfredo Zennaro, con Tino Buazzelli, 3 febbraio 1951.
- La Bella Rombière di Guillaume Hanoteau e Jean Clervers, regia di Georges Vitaly, con Paolo Panelli, Elio Pandolfi e Tino Buazzelli, marzo 1952.
- Tre Atti Unici (L'Amicizia - I morti non fanno paura- Il successo del giorno) di Eduardo De Filippo, regia di Eduardo De Filippo, 10 maggio 1952.
- Controcorrente di Vittorio Metz e Marcello Marchesi, con Walter Chiari, Domenico Modugno, Paolo Panelli e Gino Bramieri, 1953.
- Senza rete di Alberto Bonucci e Paolo Panelli, con Monica Vitti e Francesco Mulè, 1954.
- Oh quante belle figlie Madama Doré di Italo Terzoli, con Walter Chiari, 1955.
- I Ragazzi della signora Gibbons di Will Glickman e Joseph Stein, regia di Luchino Visconti con Rina Morelli e Paolo Stoppa, 1958.
- Rugantino di Pietro Garinei e Sandro Giovannini, con Nino Manfredi, Aldo Fabrizi e Toni Ucci, 1962.
- L'Alba, il giorno e la notte di Dario Niccodemi, regia Luciano Mondolfo, con Paolo Panelli, prodotto da Garinei e Giovannini, 1966.
- La Bottega del Caffè di Goldoni, regia di Giuseppe Patroni Griffi, con Paolo Panelli e Mariano Rigillo, 1967.
- Niente sesso siamo inglesi di A. Marriot, diretto da Pietro Garinei e Sandro Giovannini, con Johnny Dorelli, Alida Chelli e Paolo Panelli, Teatro Sistina di Roma, 1973.
- Aggiungi un posto a tavola di Garinei, Giovannini e Iaia Fiastri, regia di Garinei e Giovannini, con Johnny Dorelli e Paolo Panelli, Teatro Sistina di Roma, 1974.
- La granduchessa e i camerieri di Gino Landi, con Franco Franchi, Ciccio Ingrassia, Valentina Cortese, Gianni Agus e Enzo Liberti, 1977.
- Accendiamo la lampada di Garinei e Giovannini, con Johnny Dorelli, Paolo Panelli, Elio Pandolfi, Gloria Guida, 1980.

## Programmi televisivi
- Le canzoni di tutti (Programma Nazionale, 1958)
- Il teatrino di Walter Chiari (Programma Nazionale, 1959)
- Siparietto (Secondo Programma, 1962)
- Eva ed io (Secondo Programma, 1962)
- P.E.P. piccola enciclopedia Panelli (Programma Nazionale, 1963)
- Orsa maggiore (Secondo Programma, 1965)
- Stasera Rita (Programma Nazionale, 1965)
- Ci vediamo stasera (Secondo Programma, 1967)
- Doppia coppia (Programma Nazionale, 1969-1970)
- Un disco per l'estate (Programma Nazionale, 1969)
- Speciale per noi (Programma Nazionale, 1971)
- Sabato sera dalle nove alle dieci (Programma Nazionale, 1974)
- Tanto piacere (Programma Nazionale, 1975) - una puntata
- Ma che sera (Rete 1, 1978)
- Giochiamo al varieté (Rete 1, 1980)

## Prosa radiofonica Rai
- La baracca dei saltimbanchi, commedia di Aleksander Blok, regia di Guglielmo Morandi trasmessa il 22 dicembre (1950)
- Sei personaggi in cerca d'autore, di Luigi Pirandello, regia di Orazio Costa, trasmessa il 4 gennaio 1951
- Ricordo la mamma di John van Druten, regia di Anton Giulio Majano, trasmessa il 18 ottobre 1951.
- La vedova, commedia di Renato Simoni, regia di Guglielmo Morandi, trasmessa il 18 aprile 1955.
- Le tontine, commedia di Alain-René Lesage, regia di Gian Domenico Giagni, trasmessa il  11 novembre 1956

## Varietà radiofonici Rai
- In due si vince meglio, torneo a coppie presentato da Ugo Tognazzi e Bice Valori, regia di Silvio Gigli, aprile maggio 1960.
- Gran varietà, regia di Federico Sanguigni - ospite fissa in quattro edizioni (1967-1975)
- Più di così..., regia di Federico Sanguigni - con Paolo Panelli (1977)

## Discografia

### Singoli
- 1963 – Rugantino split con I 4 + 4 di Nora Orlandi

### Partecipazioni
- 1975 – Armando Trovajoli Aggiungi un posto a tavola
- 2004 – AA.VV. Arrivano gli anni '50 con il brano Roma nun fa' la stupida stasera

## Doppiatrici
- Rina Morelli in Inganno
- Flaminia Jandolo in La bisbetica domata